# Supergruppo del pirocloro
Il supergruppo del pirocloro è un supergruppo di minerali che cristallizzano nel sistema cubico secondo il gruppo spaziale Fd3m aventi la seguente formula generale: A2-mB2X6-wY1-n.
Il sito A può contenere generalmente cationi di grande dimensione con coordinazione 8 di raggio di circa 0,1nm o una vacanza, pertanto può contenere sodio, calcio, stronzio, piombo (Pb2+), stagno (Sn2+), antimonio (Sb3+), ma anche ittrio, uranio o acqua (H2O); meno comuni, anche se verificati, sono argento, manganese, bario, ferro (Fe2+), bismuto (Bi3+), oltre al cerio (e altri elementi delle terre rare), scandio, torio o una vacanza (☐).
Il sito B può contenere cationi con coordinazione 6, principalmente tantalio, niobio, titanio, antimonio (Sb5+), tungsteno, ma anche vanadio (V5+), stagno (Sn4+), zirconio, afnio, ferro (Fe3+), magnesio, alluminio e silicio.
Il sito X contiene solitamente ossigeno ma, in alcuni casi, può contenere ioni ossidrili (OH-) e fluoro.
Il sito Y solitamente è un anione ma può anche essere una vacanza, acqua o anche un catione con valenza 1 di grande dimensione (>>0,1nm); per esempio, lo ione ossidrile (OH-), fluoro, ossigeno, ☐, acqua, cesio o rubidio.
Con i simboli m, w ed n si può indicare un'occupazione incompleta rispettivamente dei siti A, X ed Y mentre non ve ne possono essere nel sito B. Gli intervalli di valori riscontrati sono i seguenti:
- m: da 0 a 2
- n: da 0 ad 1
- w: da 0 a 0,7[1]

## Suddivisione in gruppi
Il supergruppo del pirocloro è suddiviso in cinque gruppi in base alla valenza dominante del sito B (e non in base allo ione dominante, come accade generalmente). Per calcolare la valenza dominante, occorre sommare il numero di cationi tetravalenti (M4+), quello dei cationi pentavalenti (M5+), e così via. In base a questi valori, l'assegnazione ai gruppi è il seguente:
- se M4+ > M5+ e M4+ > M6+ e se il catione dominante M4+ è il titanio, la specie appartiene al gruppo della betafite.
- se M5+ > M4+ e M5+ > M6+, se il catione dominante M5+ è il niobio, allora appartiene al gruppo del pirocloro; se il catione dominante M5+ è il tantalio, allora appartiene al gruppo della microlite, se il catione dominante M5+ è l'antimonio, allora appartiene al gruppo della roméite.
- se M6+ > M4+ e M6+ > M5+, se il catione dominante è il tungsteno, allora appartiene al gruppo dell'elsmoreite.

## Gruppi del supergruppo del pirocloro
| Gruppo                   | Minerali |
| ------------------------ | --- |
| Gruppo della betafite    | ossicalciobetafite · ossiuranobetafite · ossiyttrobetafite-(Y) |
| Gruppo della coulsellite | fluornatrocoulsellite |
| Gruppo dell'elsmoreite   | idrokenoelsmoreite · idroplumboelsmoreite · idrossikenoelsmoreite |
| Gruppo della microlite   | fluorcalciomicrolite · fluornatromicrolite · idrokenomicrolite · idromicrolite · idrossicalciomicrolite · idrossikenomicrolite · idrossilstibiomicrolite · idrossinatromicrolite · kenoplumbomicrolite · ossibismutomicrolite · ossicalciomicrolite · ossistannomicrolite · ossistibiomicrolite · uranmicrolite · yttromicrolite |
| Gruppo del pirocloro     | cesiokenopirocloro · fluorcalciopirocloro · fluoridropirocloro · fluorkenopirocloro · fluornatropirocloro · fluorplumbopirocloro · fluorstronziopirocloro · idrokenopirocloro · idropirocloro · idrossicalciopirocloro · idrossikenopirocloro · idrossimanganopirocloro · idrossinatropirocloro · idrossiplumbopirocloro · kenoplumbopirocloro · ossicalciopirocloro · ossinatropirocloro · ossiplumbopirocloro · ossiyttropirocloro-(Y) |
| Gruppo della ralstonite  | idrokenoralstonite |
| Gruppo della roméite     | cuproroméite · fluorcalcioroméite · fluornatroroméite · idrossicalcioroméite · ossicalcioroméite · ossiplumboroméite |

La scheteligite, che si pensava appartenesse al gruppo della betafite, non è stata ratificata dall'Associazione Mineralogica Internazionale (IMA).